# Gradefes
Gradefes es un municipio y villa española de la provincia de León, en la comunidad autónoma de Castilla y León. Se encuentra situado en la carretera nacional N-625, en las inmediaciones del río Esla. Cuenta con una población de 925 habitantes (INE 2024).

## Geografía

### Pedanías
El municipio incluye las pedanías de:
- Cañizal de Rueda
- Carbajal de Rueda
- Casasola de Rueda
- Cifuentes de Rueda
- Garfín
- Gradefes
- Mellanzos
- Nava de los Caballeros
- Rueda del Almirante
- San Bartolomé de Rueda
- San Miguel de Escalada
- Santa Olaja de Eslonza
- Valdealcón
- Valdealiso
- Valduvieco
- Villacidayo
- Villanófar
- Villarmún
- Villarratel

## Demografía
Cuenta con una población de 925 habitantes (INE 2024).
| Gráfica de evolución demográfica de Gradefes entre 1842 y 2021 |
| |
| Población de derecho según los censos de población del INE. Población de hecho según los censos de población del INE. En 1857 varía el término del municipio porque independiza a Cimanes del Tejar e incorpora a Rueda del Almirante. |

## Cultura

### Patrimonio
Destacan por su interés los siguientes:
- Monasterio cisterciense femenino de Santa María la Real fundado en 1168 por Teresa Petri, mujer de un noble Caballero, García Pérez, quién servía al rey Alfonso XII.

La iglesia del Monasterio, de grandes dimensiones y sobriedad, es la muestra de primer monasterio femenino del mundo con Girola. Pese a la prohibición expresa del Cister y del propio San Bernardo de decoraciones con figuras animales, humanas y fantásticas, se pueden ver varios ejemplos de ellas. Declarado Monumento el 28 de noviembre de 1924.
- Iglesia de San Miguel de Escalada.

Construido a comienzos del siglo X por una serie de Monjes cordobeses que huyen de las invasiones islámicas. Levantan el monasterios sobre una primitiva ermita visigoda del siglo XII. Muchos de los materiales utilizados en la construcción fueron reutilizados de otros lugares como la ciudad romana de Lancia, a escasos kilómetros. Declarada Monumento nacional por Real orden de 28 de febrero de 1886 (Gaceta de Madrid, número 70 de 11-03-1886).
- Iglesia parroquial de la Asunción (Villarmún), siglo XII.

Se trata de una iglesia de transición del estilo mozárabe al románico. Destacar su ábside con testero plano y semicircular en su interior. Varios de los canecillos que sostienen el alero presentan tallas de figuras obscenas, aunque se encuentran en mal estado de conservación. 
Declarada Monumento el 24 de septiembre de 1982.
- Monasterio de San Pedro el Real de Eslonza, en Santa Olaja de Eslonza. Fundado en el año 910 por García I, primer rey de León. Destruido por Almanzor en el 998 y reedificado en 1099 por doña urraca de Zamora. Segundo monasterio Benedictino más importante de la provincia de León, después de San Benito de Sahagún. Con el paso del tiempo adoptaían la regla de Cluny. Fue declarado Monumento Nacional en 1931, a pesar de ello, en 1947 se dosmontan sus fachadas principiales (una de ellas obra de Juan de Badajoz el Mozo) y varios arcos artísicamente tallados para ser trasladados por orden del Obispo Luis Almarcha a León, a la iglesia en construcción de San Juan y San Pedro de Renueva, en la calle Padre Isla.
- Puente sobre el río Esla. Uno de los primeros ejemplos de estructuras de pontoneros en hormigón armado con articulaciones en los arcos. Es obra del ingeniero Bienvenido Oliver quien la ejecutó en 1920.

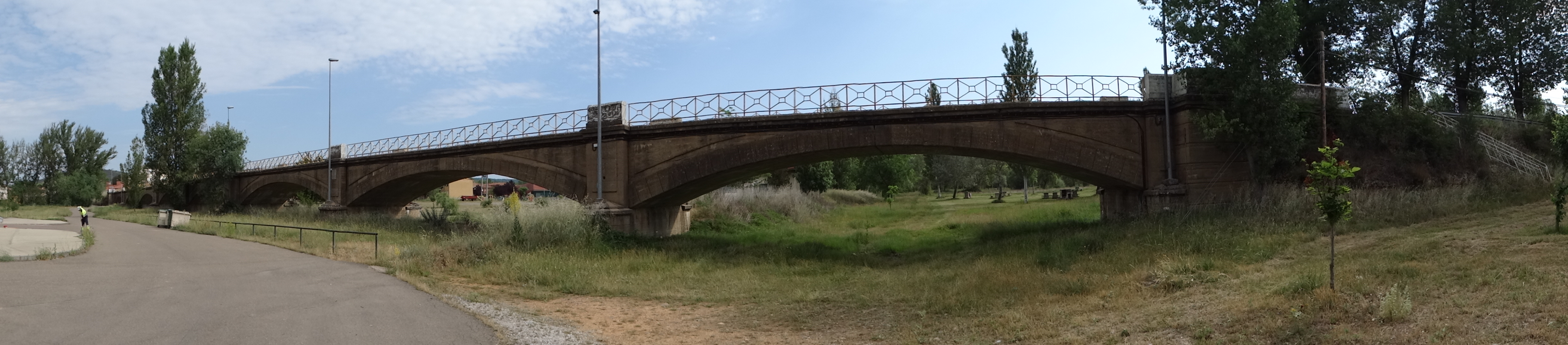
Puente sobre el río Esla

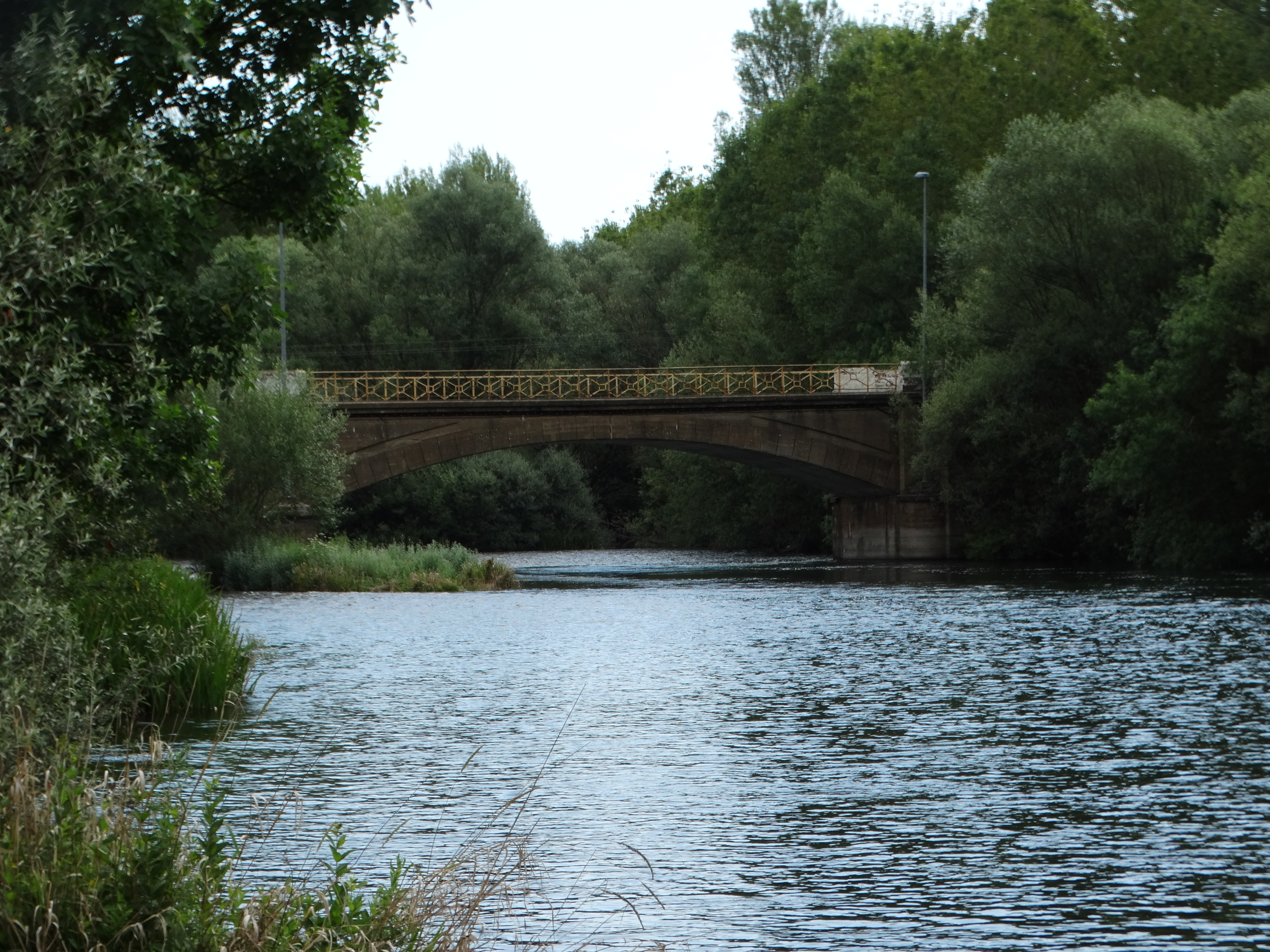
Puente sobre el río Esla

### Fiestas
- En cada pueblo se encuentra su fiesta tradicional anual. Sin embargo las más significativas del municipio son las de San Blas, el 3 de febrero, y el segundo domingo de agosto, la Fiesta del Ayto. de Gradefes, comarca de Rueda.